# Damask (pokrajina)
Pokrajina Damask (ar. مُحافظة دمشق / ALA-LC: Muḥāfaẓat Dimashq je jedna od 14 sirijskih pokrajina. Pokrajina uključuje samo glavni grad Damask i palestinski izbjeglički kamp Yarmouk. Potpuno je okružena pokrajinom Rif Dimashq. Ima oko 1.711.000 stanovnika.

## Geografija
Grad Damask se nalazi na strateškom položaju, na visoravni na nadmorskoj visini od 680 m, oko 80 km od obale sredozemnog mora, u blizini gorja Anti-Libanon. Rijeka Barada opskrbljuje ovaj dio Sirije vodom. U blizini grada je Guta, plodno poljoprivredno područje gdje se brojne vrsta voća, povrća i žitarica uzgajaju već tisućama godina.
Površina pokrajine je oko 107 km2, od čega je 79 km2 urbano područje (Damask 77, kamp Yarmouk 2), dok ostatak otpada na planinu Jabal Qāsiyūn.